# Driedistel
De driedistel (Carlina vulgaris) is een monocarpische, tweejarige plant die behoort tot de composietenfamilie (Asteraceae). De soort staat op de Nederlandse Rode lijst van planten als vrij zeldzaam en matig afgenomen. De geslachtsnaam Carlina is volgens de legende ontleend aan Karel de Grote die de geneeskrachtige werking van de plant tegen pest zou ontdekt hebben. In werkelijkheid is hij waarschijnlijk net als de naam Carduus afgeleid van het Latijnse woord voor distel. De Nederlandse naam driedistel heeft de plant te danken aan het feit dat er vaak planten voorkomen met drie bloemhoofdjes. De soort is hemikryptofyt.

## Beschrijving
De plant wordt in Nederland 15-45 cm hoog en heeft een roodachtige, rechtopstaande, viltige stengel. Op andere plaatsen kan de plant overigens hoger worden, de Flora Of North America geeft tot 80 cm op. De bochtige bladeren zijn lancetvormig en stekelig getand. De driedistel bloeit in Nederland in augustus en september met een klein aantal hoofdjes. Een hoofdje is 2-5 cm breed en de bloembodem is met stevige haren bezet. De binnenste omwindselbladen zijn strogeel. De pappus bestaat uit een ring van veervormige haren. Bij nat weer zijn de bloemhoofdjes gesloten en gaan bij droog weer open. Dit blijven ze ook doen nadat ze uitgebloeid zijn. De afgestorven plant blijft ook na de herfst vaak nog verdroogd overeind staan.
De vrucht is een nootje met vruchtpluis.

## Taxonomie
Ondersoorten:
- Carlina vulgaris subsp. longifolia
- Carlina vulgaris subsp. vulgaris

## Verspreiding
In Europa komt de soort noordelijk voor tot in Zweden en Finland. Zuidwaarts komt ze voor in Frankrijk tot aan de Pyreneeën, Italië en Bulgarije. Westelijk loopt haar verspreidingsgebied tot Ierland, oostelijk tot de Kaukasus en voorbij de Oeral tot in Siberië. In Noord-Amerika is de soort in het noordoosten geïntroduceerd.

## Ecologischeaspecten
De driedistel komt op open zonnige plaatsen tussen het gras voor op droge, kalk- of leemhoudende grond. In de duinen komt de plant vooral voor op de hellingen en in de droge valleien. Ze groeit als pioniervegetatie op droge voedselarme (basische) bodem en op grasland op droge voedselarme basische bodem.
In een studie in 1995 in de duinen bij Wassenaar, werd de driedistel voornamelijk aangetroffen in combinatie met Salix repens en duindoorn (Hippophaë rhamnoides).
Het tweejarig zijn van de plant is niet absoluut. Onder laboratorium-condities bleken de planten ook zonder koude periode tot bloei te kunnen komen. Zij rapporteren echter ook planten die er meer dan zeven jaar over doen om tot hun eenmalige bloei te komen.
De bloeiende plant wordt bezocht door vlinders, bijen en hommels. Ze is waardplant voor de rupsen van Calyciphora albodactylus, Hellinsia carphodactyla en Metzneria aestivella. De rupsen van Agonopterix nanatella nestelen zich in de opgerolde bladeren van de driedistel, de rups van Metzneria aestivella overwintert en ontwikkelt zich in de bloemhoofdjes.

## Plantengemeenschap
Driedistel is een kensoort voor het verbond van droge, kalkrijke duingraslanden (Polygalo-Koelerion), een groep van plantengemeenschappen van soortenrijke droge graslanden op kalk- en voedselrijke zeeduinen. Ze wordt ook aangetroffen in het verbond van matig droge kalkgraslanden (Mesobromion).

## Gebruik
De driedistel wordt wel als alternatief voor de artisjok gebruikt.
De driedistel wordt tot op heden af en toe in de fytotherapie gebruikt. In het verleden werd de plant uitgebreider als geneesmiddel gebruikt. Ook werd ze als salade en samen met Valeriana in een verhouding van 3:5 als afrodisiacum gebruikt.

## Namen in andere talen
De namen in andere talen kunnen vaak eenvoudig worden opgezocht met de interwiki-links.
- Duits: Kleine Eberwurz, Gemeine Golddistel
- Engels: Carline thistle
- Frans: Carline vulgaire